# Ronde van Italië 2008
De 91e editie van de Ronde van Italië werd van 10 mei 2008 tot 1 juni verreden van Palermo naar Milaan.
De etappekoers werd gewonnen door Alberto Contador, die hiermee na de Ronde van Frankrijk 2007 een tweede grote rittenkoers op zijn naam schreef. De andere klassementen werden allen gewonnen door Italianen: Daniele Bennati won het puntenklassement, Emanuele Sella het bergklassement, (maar die werd nadien gedeclasseerd wegens betrapt op doping) en Riccardo Riccò het jongerenklassement.

## Parcours
De ronde begon in Palermo op het eiland Sicilië. In 1986 begon de Ronde van Italië ook al eens in Palermo. Toen stond er een proloog van slechts 1 kilometer op het programma, gewonnen door Urs Freuler. Deze editie begon met een ploegentijdrit. Het peloton reed drie dagen op het eiland en trok vervolgens naar het Italiaanse vasteland. De finishlijn eindigde op 1 juni traditioneel in Milaan.
De 91e editie van de Ronde van Italië telde 21 etappes, waaronder 4 tijdritten (één ploegentijdrit, twee vlakke individuele tijdritten en één individuele klimtijdrit). Er waren 4 aankomsten bergop.

## Uitslag
| rang | renner                | land    | ploeg                | tijd        |
| ---- | --------------------- | ------- | -------------------- | ----------- |
| 1    | Alberto Contador      | Spanje  | Astana               | 89u 56' 49" |
| 2    | Riccardo Riccò        | Italië  | Saunier Duval        | op 1' 57"   |
| 3    | Marzio Bruseghin      | Italië  | Lampre               | op 2' 54"   |
| 4    | Franco Pellizotti     | Italië  | Liquigas             | op 2' 56"   |
| 5    | Denis Mensjov         | Rusland | Rabobank             | op 3' 37"   |
| 6    | Emanuele Sella        | Italië  | CSF Group-Navigare   | op 4' 31"   |
| 6    | Jurgen Van den Broeck | België  | Silence-Lotto        | op 6' 30"   |
| 7    | Danilo Di Luca        | Italië  | Team LPR             | op 7' 15"   |
| 8    | Domenico Pozzovivo    | Italië  | CSF Group - Navigare | op 7' 53"   |
| 9    | Gilberto Simoni       | Italië  | Saunier Duval        | op 11' 03"  |
| 10   | Vincenzo Nibali       | Italië  | Liquigas             | op 20' 14"  |

* Emanuele Sella werd betrapt op het gebruik van Cera tijdens deze Giro, en werd 1 jaar geschorst en geschrapt uit alle respectieve rangschikkingen.

## Etappe-overzicht
| Datum   | Etappe | Parcours                                  | Afstand | Type                | Eerste               | Tweede              | Derde              | Klassementsleider     |
| ------- | ------ | ----------------------------------------- | ------- | ------------------- | -------------------- | ------------------- | ------------------ | --------------------- |
| 10 mei  | 1      | Palermo                                   | 23,6 km | Ploegentijdrit      | Slipstream-Chipotle  | Team CSC            | Team High Road     | Christian Vande Velde |
| 11 mei  | 2      | Cefalù - Agrigento                        | 207     | Heuvelrit           | Ricardo Riccò        | Danilo Di Luca      | Davide Rebellin    | Franco Pellizotti     |
| 12 mei  | 3      | Catania - Milazzo                         | 208     | Vlakke rit          | Daniele Bennati      | Erik Zabel          | Danilo Hondo       | Franco Pellizotti     |
| 13 mei  | 4      | Pizzo Calabro - Catanzaro                 | 187     | Vlakke rit          | Mark Cavendish       | Robert Förster      | Daniele Bennati    | Franco Pellizotti     |
| 14 mei  | 5      | Belvedere Marittimo - Contursi Terme      | 203     | Heuvelrit           | Pavel Broett         | Johannes Fröhlinger | Luis Laverde       | Franco Pellizotti     |
| 15 mei  | 6      | Potenza - Peschici                        | 231     | Vlakke rit          | Matteo Priamo        | Alan Pérez          | Nikolaj Troesov    | Giovanni Visconti     |
| 16 mei  | 7      | Vasto - Pescocostanzo                     | 180     | Bergrit             | Gabriele Bosisio     | Vasil Kiryjenka     |                    | Giovanni Visconti     |
| 17 mei  | 8      | Rivisondoli - Tivoli                      | 208     | Heuvelrit           | Riccardo Riccò       | Paolo Bettini       | Davide Rebellin    | Giovanni Visconti     |
| 18 mei  | 9      | Civitavecchia - San Vincenzo              | 194     | Vlakke rit          | Daniele Bennati      | Paolo Bettini       | Robbie McEwen      | Giovanni Visconti     |
| rustdag |        |                                           |         |                     |                      |                     |                    |                       |
| 20 mei  | 10     | Pesaro - Urbino (I.T.T.)                  | 36      | Individuele tijdrit | Marzio Bruseghin     | Alberto Contador    | Andreas Klöden     | Giovanni Visconti     |
| 21 mei  | 11     | Urbania - Cesena                          | 193     | Heuvelrit           | Alessandro Bertolini | Pablo Lastras       | Fortunato Baliani  | Giovanni Visconti     |
| 22 mei  | 12     | Forlì - Carpi                             | 171     | Vlakke rit          | Daniele Bennati      | Mark Cavendish      | Robbie McEwen      | Giovanni Visconti     |
| 23 mei  | 13     | Modena - Cittadella                       | 192     | Vlakke rit          | Mark Cavendish       | Daniele Bennati     | Koldo Fernández    | Giovanni Visconti     |
| 24 mei  | 14     | Verona - Alpe di Pampeago                 | 195     | Bergrit             | Emanuele Sella       | Vasil Kiryjenka     | Joaquim Rodríguez  | Gabriele Bosisio      |
| 25 mei  | 15     | Arabba - Passo Fedaia                     | 153     | Bergrit             | Emanuele Sella       | Domenico Pozzovivo  | Riccardo Riccò     | Alberto Contador      |
| 26 mei  | 16     | San Vigilio di Marebbe - Plan des Corones | 13,8    | Klimtijdrit         | Franco Pellizotti    | Emanuele Sella      | Gilberto Simoni    | Alberto Contador      |
| rustdag |        |                                           |         |                     |                      |                     |                    |                       |
| 28 mei  | 17     | Sondrio - Locarno                         | 192     | Vlakke rit          | André Greipel        | Mark Cavendish      | Daniele Bennati    | Alberto Contador      |
| 29 mei  | 18     | Mendrisio - Varese                        | 182     | Vlakke rit          | Jens Voigt           | Giovanni Visconti   | Rinaldo Nocentini  | Alberto Contador      |
| 30 mei  | 19     | Legnano - Presolana                       | 228     | Bergrit             | Vasil Kiryjenka      | Danilo Di Luca      | Aleksandr Jefimkin | Alberto Contador      |
| 31 mei  | 20     | Rovetta - Tirano                          | 224     | Bergrit             | Emanuele Sella       | Gilberto Simoni     | Joaquim Rodríguez  | Alberto Contador      |
| 1 juni  | 21     | Cesano Maderno - Milaan (I.T.T)           | 23,5    | Individuele tijdrit | Marco Pinotti        | Tony Martin         | Michail Ignatiev   | Alberto Contador      |
| Totaal  |        |                                           | 3.423,8 |                     |                      |                     |                    |                       |

## Klassementsleiders na elke etappe
| Etappe (Winnaar)            | Algemeen klassement Roze trui | Bergklassement Groene trui | Puntenklassement Paarse trui | Jongerenklassement Witte trui | Ploegenklassement  | Ploegenpuntenklassement |
| --------------------------- | ----------------------------- | -------------------------- | ---------------------------- | ----------------------------- | ------------------ | ----------------------- |
| 01 TTT (Team Slipstream)    | Christian Vande Velde         | niet uitgereikt            | niet uitgereikt              | Chris Anker Sørensen          | Team Slipstream    | niet uitgereikt         |
| 02 (Riccardo Riccò)         | Franco Pellizotti             |                            | Riccardo Riccò               | Chris Anker Sørensen          | Liquigas           | LPR                     |
| 03 (Daniele Bennati)        | Franco Pellizotti             | Daniele Bennati            | Morris Possoni               | Gerolsteiner                  | Liquigas           |                         |
| 04 (Mark Cavendish)         | Franco Pellizotti             | Daniele Bennati            | Morris Possoni               | Gerolsteiner                  | Liquigas           |                         |
| 05 (Pavel Broett)           | Franco Pellizotti             | Daniele Bennati            | Morris Possoni               | Gerolsteiner                  | Liquigas           |                         |
| 06 (Matteo Priamo)          | Giovanni Visconti             | Daniele Bennati            | Giovanni Visconti            | Gerolsteiner                  | Astana             |                         |
| 07 (Gabriele Bosisio)       | Giovanni Visconti             | Daniele Bennati            | Giovanni Visconti            | Gerolsteiner                  | CSF Group-Navigare |                         |
| 08 (Riccardo Riccò)         | Giovanni Visconti             | Riccardo Riccò             | Giovanni Visconti            | LPR                           | CSF Group-Navigare |                         |
| 09 (Daniele Bennati)        | Giovanni Visconti             | Daniele Bennati            | Giovanni Visconti            | Gerolsteiner                  | CSF Group-Navigare |                         |
| 010 ITT (Marzio Bruseghin)  | Giovanni Visconti             | Daniele Bennati            | Giovanni Visconti            | Astana                        | Astana             |                         |
| 011 (Alessandro Bertolini)  | Giovanni Visconti             | Daniele Bennati            | Giovanni Visconti            | Astana                        | Astana             |                         |
| 012 (Daniele Bennati)       | Giovanni Visconti             | Daniele Bennati            | Giovanni Visconti            | Astana                        | Astana             |                         |
| 013 (Mark Cavendish)        | Giovanni Visconti             | Daniele Bennati            | Giovanni Visconti            | Astana                        | Liquigas           |                         |
| 014 ()                      | Gabriele Bosisio              | Daniele Bennati            | Riccardo Riccò               | CSF Group-Navigare            | Liquigas           |                         |
| 015 ()                      | Alberto Contador              | Daniele Bennati            | Riccardo Riccò               | CSF Group-Navigare            | Liquigas           |                         |
| 016 ITT (Franco Pellizotti) | Alberto Contador              | Daniele Bennati            | Riccardo Riccò               | CSF Group-Navigare            | Liquigas           |                         |
| 017 (André Greipel)         | Alberto Contador              | Daniele Bennati            | Riccardo Riccò               | CSF Group-Navigare            | Liquigas           |                         |
| 018 (Jens Voigt)            | Alberto Contador              | Daniele Bennati            | Riccardo Riccò               | CSF Group-Navigare            | Liquigas           |                         |
| 019 (Vasil Kiryjenka)       | Alberto Contador              | Daniele Bennati            | Riccardo Riccò               | CSF Group-Navigare            | Liquigas           |                         |
| 020 ()                      | Alberto Contador              | Daniele Bennati            | Riccardo Riccò               | CSF Group-Navigare            | Liquigas           |                         |
| 021 ITT (Marco Pinotti)     | Alberto Contador              | Daniele Bennati            | Riccardo Riccò               | CSF Group-Navigare            | Liquigas           |                         |
| Eindklassement              | Alberto Contador              | Emanuele Sella             | Daniele Bennati              | Riccardo Riccò                | CSF Group-Navigare | Liquigas                |

## Ploegen
Aanvankelijk waren Astana en Team High Road niet welkom vanwege het dopingverleden, en kregen Crédit Agricole en Bouygues Télécom ondanks hun ProTour status geen uitnodiging. Ook het ProContinentale Italiaanse team Acqua & Sapone-Caffè Mokambo van Stefano Garzelli ontving geen invitatie. Er werden er 7 wildcards uitgedeeld: CSF Group-Navigare, Serramenti PVC Diquigiovanni-Androni Giocattoli, Team LPR, Chipotle, Tinkoff Credit Systems en het Zwitsers-Italiaanse team NGC Medical-OTC Industria Porte. Team High Road en Astana kregen later alsnog een uitnodiging, waardoor een van de wildcards werd ingetrokken. Hierdoor kon NGC niet starten.
Lpr Brakes
| # | Land | Renner                 |
| - | ---- | ---------------------- |
| 1 | ITA  | Danilo Di Luca         |
| 2 | ITA  | Paolo Bailetti         |
| 3 | ITA  | Gabriele Bosisio       |
| 4 | ITA  | Riccardo Chiarini      |
| 5 | ITA  | Giairo Ermeti          |
| 6 | SLO  | Jure Golčer            |
| 7 | ITA  | Daniele Pietropolli    |
| 8 | ITA  | Paolo Savoldelli       |
| 9 | ITA  | Alessandro Spezialetti |

AG2R La Mondiale
| #  | Land | Renner            |
| -- | ---- | ----------------- |
| 11 | SLO  | Tadej Valjavec    |
| 12 | IRL  | Philip Deignan    |
| 13 | EST  | René Mandri       |
| 14 | FRA  | Laurent Mangel    |
| 15 | ITA  | Rinaldo Nocentini |
| 16 | FRA  | Nicolas Rousseau  |
| 17 | FRA  | Blaise Sonnery    |
| 18 | BLR  | Aljaksandr Oesaw  |
| 19 | UKR  | Joeri Krivtsov    |

Astana
| #  | Land | Renner           |
| -- | ---- | ---------------- |
| 21 | USA  | Levi Leipheimer  |
| 22 | ESP  | Alberto Contador |
| 23 | RUS  | Vladimir Goesev  |
| 24 | ESP  | Antonio Colom    |
| 25 | KAZ  | Maksim Iglinski  |
| 26 | SUI  | Steve Morabito   |
| 27 | KAZ  | Andrej Mizoerov  |
| 28 | GER  | Andreas Klöden   |
| 29 | KAZ  | Asan Bazajev     |

Barloworld
| #  | Land | Renner                |
| -- | ---- | --------------------- |
| 31 | ITA  | Francesco Bellotti    |
| 32 | SUI  | Patrick Calcagni      |
| 33 | COL  | Félix Cárdenas        |
| 34 | GBR  | Steven Cummings       |
| 35 | ITA  | Enrico Gasparotto     |
| 36 | AUT  | Christian Pfannberger |
| 37 | ITA  | Carlo Scognamiglio    |
| 38 | COL  | Mauricio Soler        |
| 39 | GBR  | Geraint Thomas        |

Caisse d'Epargne
| #  | Land | Renner                  |
| -- | ---- | ----------------------- |
| 41 | COL  | Marlon Pérez            |
| 42 | ESP  | Joan Horrach            |
| 43 | RUS  | Vladimir Karpets        |
| 44 | ESP  | Pablo Lastras           |
| 45 | ESP  | Francisco Pérez Sánchez |
| 46 | FRA  | Mathieu Perget          |
| 47 | ESP  | Joaquim Rodríguez       |
| 48 | VEN  | José Rujano             |
| 49 | ESP  | Luis Pasamontes         |

Cofidis
| #  | Land | Renner           |
| -- | ---- | ---------------- |
| 51 | FRA  | Mickaël Buffaz   |
| 52 | BEL  | Kevin De Weert   |
| 53 | ESP  | Bingen Fernández |
| 54 | FRA  | Nicolas Hartmann |
| 55 | SUI  | Steve Zampieri   |
| 56 | FRA  | Yann Huguet      |
| 57 | ESP  | Damien Monier    |
| 58 | BEL  | Nick Nuyens      |
| 59 | BEL  | Rik Verbrugghe   |

CSF Group-Navigare
| #  | Land | Renner                     |
| -- | ---- | -------------------------- |
| 61 | ITA  | Emanuele Sella             |
| 62 | ITA  | Fortunato Baliani          |
| 63 | ARG  | Maximiliano Richeze        |
| 64 | COL  | Luis Laverde               |
| 65 | MEX  | Julio Alberto Pérez Cuapio |
| 66 | ITA  | Filippo Savini             |
| 67 | ITA  | Matteo Priamo              |
| 68 | ITA  | Tiziano Dall'Antonia       |
| 69 | ITA  | Domenico Pozzovivo         |

Euskaltel-Euskadi
| #  | Land | Renner              |
| -- | ---- | ------------------- |
| 71 | ESP  | Josu Agirre         |
| 72 | ESP  | Lander Aperribay    |
| 73 | ESP  | Koldo Fernández     |
| 74 | ESP  | Aitor Galdós        |
| 75 | ESP  | Dionisio Galparsoro |
| 76 | ESP  | Markel Irizar       |
| 77 | ESP  | Iñigo Landaluze     |
| 78 | ESP  | Alan Pérez          |
| 79 | ESP  | Iván Velasco        |

Française des Jeux
| #  | Land | Renner              |
| -- | ---- | ------------------- |
| 81 | FRA  | Mikaël Cherel       |
| 82 | NZL  | Tim Gudsell         |
| 83 | BLR  | Jawhen Hoetarovitsj |
| 84 | FRA  | Lilian Jégou        |
| 85 | FRA  | Yoann Le Boulanger  |
| 86 | FRA  | Guillaume Levarlet  |
| 87 | FRA  | Jérémy Roy          |
| 88 | BEL  | Tom Stubbe          |
| 89 | FIN  | Jussi Veikkanen     |

Gerolsteiner
| #  | Land | Renner              |
| -- | ---- | ------------------- |
| 91 | GER  | Robert Förster      |
| 92 | GER  | Thomas Fothen       |
| 93 | GER  | Johannes Fröhlinger |
| 94 | ITA  | Oscar Gatto         |
| 95 | GER  | Sven Krauss         |
| 96 | ITA  | Andrea Moletta      |
| 97 | GER  | Volker Ordowski     |
| 98 | ITA  | Davide Rebellin     |
| 99 | GER  | Matthias Russ       |

High Road
| #   | Land | Renner              |
| --- | ---- | ------------------- |
| 101 | GBR  | Mark Cavendish      |
| 102 | GER  | André Greipel       |
| 103 | AUS  | Adam Hansen         |
| 104 | GER  | Tony Martin         |
| 105 | ITA  | Marco Pinotti       |
| 106 | ITA  | Morris Possoni      |
| 107 | CZE  | František Raboň     |
| 108 | BLR  | Kanstantsin Siwtsow |
| 109 | GBR  | Bradley Wiggins     |

Lampre
| #   | Land | Renner             |
| --- | ---- | ------------------ |
| 111 | ITA  | Marzio Bruseghin   |
| 112 | ITA  | Paolo Bossoni      |
| 113 | ITA  | Fabio Baldato      |
| 114 | SUI  | David Loosli       |
| 115 | POL  | Sylwester Szmyd    |
| 116 | SLO  | Simon Špilak       |
| 117 | ITA  | Mirco Lorenzetto   |
| 118 | ITA  | Mauro Santambrogio |
| 119 | ITA  | Francesco Gavazzi  |

Liquigas
| #   | Land | Renner              |
| --- | ---- | ------------------- |
| 121 | ITA  | Daniele Bennati     |
| 122 | FIN  | Kjell Carlström     |
| 123 | ITA  | Dario Cataldo       |
| 124 | CRO  | Vladimir Miholjević |
| 125 | ITA  | Vincenzo Nibali     |
| 126 | ITA  | Andrea Noè          |
| 127 | ITA  | Franco Pellizotti   |
| 128 | ITA  | Alessandro Vanotti  |
| 129 | GBR  | Charles Wegelius    |

Quick Step
| #   | Land | Renner             |
| --- | ---- | ------------------ |
| 131 | ITA  | Paolo Bettini      |
| 132 | RUS  | Aleksandr Jefimkin |
| 133 | NED  | Addy Engels        |
| 134 | ITA  | Mauro Facci        |
| 135 | ESP  | Juan Manuel Gárate |
| 136 | SUI  | Hubert Schwab      |
| 137 | BEL  | Kevin Seeldraeyers |
| 138 | ITA  | Andrea Tonti       |
| 139 | ITA  | Giovanni Visconti  |

Rabobank
| #   | Land | Renner             |
| --- | ---- | ------------------ |
| 141 | RUS  | Denis Mensjov      |
| 142 | AUS  | Graeme Brown       |
| 143 | NED  | Bram de Groot      |
| 144 | NED  | Theo Eltink        |
| 145 | AUS  | Mathew Hayman      |
| 146 | RUS  | Dmitri Kozontsjoek |
| 147 | NED  | Gerben Löwik       |
| 148 | GER  | Paul Martens       |
| 149 | COL  | Mauricio Ardila    |

Saunier Duval
| #   | Land | Renner               |
| --- | ---- | -------------------- |
| 151 | ITA  | Riccardo Riccò       |
| 152 | ESP  | José Alberto Benitez |
| 153 | LAT  | Raivis Belohvoščiks  |
| 154 | ITA  | Eros Capecchi        |
| 155 | ESP  | David Cañada         |
| 156 | ITA  | Ermanno Capelli      |
| 157 | ESP  | Iker Camaño          |
| 158 | BRA  | Luciano Pagliarini   |
| 159 | ITA  | Leonardo Piepoli     |

Serramenti PVC Diquigiovanni-Androni Giocattoli 
| #   | Land | Renner               |
| --- | ---- | -------------------- |
| 161 | ITA  | Gilberto Simoni      |
| 162 | ITA  | Alessandro Bertolini |
| 163 | GER  | Danilo Hondo         |
| 164 | ITA  | Raffaele Illiano     |
| 165 | MDA  | Ruslan Ivanov        |
| 166 | ITA  | Gabriele Missaglia   |
| 167 | ITA  | Daniele Nardello     |
| 168 | VEN  | Carlos José Ochoa    |
| 169 | COL  | José Serpa           |

Silence-Lotto
| #   | Land | Renner                |
| --- | ---- | --------------------- |
| 171 | BEL  | Geert Steurs          |
| 172 | BEL  | Dominique Cornu       |
| 173 | BEL  | Francis De Greef      |
| 174 | BEL  | Dries Devenyns        |
| 175 | AUS  | Nick Gates            |
| 176 | AUS  | Matthew Lloyd         |
| 177 | AUS  | Robbie McEwen         |
| 178 | BEL  | Jurgen Van den Broeck |
| 179 | BEL  | Wim Van Huffel        |

Slipstream
| #   | Land | Renner                   |
| --- | ---- | ------------------------ |
| 181 | SWE  | Magnus Bäckstedt         |
| 182 | NZL  | Julian Dean              |
| 183 | CAN  | Ryder Hesjedal           |
| 184 | GBR  | David Millar             |
| 185 | USA  | Jonathan Patrick McCarty |
| 186 | USA  | Danny Pate               |
| 187 | AUS  | Chris Sutton             |
| 188 | USA  | Christian Vande Velde    |
| 189 | USA  | David Zabriskie          |

Team CSC
| #   | Land | Renner               |
| --- | ---- | -------------------- |
| 191 | DEN  | Anders Lund          |
| 192 | AUS  | Bradley McGee        |
| 193 | DEN  | Chris Anker Sørensen |
| 194 | SWE  | Gustav Larsson       |
| 195 | USA  | Jason McCartney      |
| 196 | GER  | Jens Voigt           |
| 197 | DEN  | Michael Blaudzun     |
| 198 | DEN  | Nicki Sørensen       |
| 199 | AUS  | Stuart O'Grady       |

Team Milram
| #   | Land | Renner             |
| --- | ---- | ------------------ |
| 201 | GER  | Erik Zabel         |
| 202 | ESP  | Igor Astarloa      |
| 203 | GER  | Markus Eichler     |
| 204 | ITA  | Sergio Ghisalberti |
| 205 | SVK  | Matej Jurčo        |
| 206 | ITA  | Alberto Ongarato   |
| 207 | GER  | Enrico Poitschke   |
| 208 | ITA  | Fabio Sabatini     |
| 209 | ITA  | Marco Velo         |

Tinkoff Credit Systems
| #   | Land | Renner           |
| --- | ---- | ---------------- |
| 211 | RUS  | Jevgeny Petrov   |
| 212 | BLR  | Vasil Kiryjenka  |
| 213 | ITA  | Luca Mazzanti    |
| 214 | ITA  | Alberto Loddo    |
| 215 | RUS  | Michail Ignatiev |
| 216 | RUS  | Nikolaj Troesov  |
| 217 | RUS  | Pavel Broett     |
| 218 | RUS  | Sergej Klimov    |
| 219 | RUS  | Aleksandr Serov  |

## Belgen en Nederlanders

### Belgen
Cofidis
- Nick Nuyens (Opgave in de vierde etappe)
- Rik Verbrugghe (opgave)
- Kevin De Weert (Opgave in de zesde etappe)

Française Des Jeux
- Tom Stubbe (Opgave in de vierde etappe)

Quick-step
- Kevin Seeldraeyers (73e)

Silence Lotto
- Jurgen Van den Broeck (6e)
- Dominique Cornu (Opgave in de vierde etappe)
- Dries Devenyns (116e)
- Francis De Greef (39e)
- Geert Steurs (opgave)
- Wim Van Huffel (37e)

### Nederlanders
Quick-step
- Addy Engels (105e)

Rabobank
- Bram de Groot (120e)
- Theo Eltink (77e)
- Gerben Löwik (116e)